# Assedio di Saluzzo (1487)
L'assedio di Saluzzo venne combattuto nel 1487 tra il marchesato di Saluzzo e il Ducato di Savoia e vide la vittoria sabauda e la conseguente annessione dei territori del marchesato.

## Storia
Carlo I di Savoia divenuto sovrano nel 1482 cercò una politica di accentramento del potere.  Tra Saluzzo e Savoia non vi erano buoni rapporti, tanto che fu proprio il duca a dichiarare la guerra.
Carlo vinse la battaglia di Carmagnola, e arrivò nella capitale del marchesato nell'ottobre del 1487.
La città venne conquistata e il marchese Ludovico II di Saluzzo fuggì. 
Carlo morì nel 1490 e la città passò di nuovo sotto il governo di Ludovico II, oramai però decadente.